# Myrtou
Myrtou (in greco Μύρτου?; in turco: Çamlıbel) è una cittadina situata de iure nel distretto di Kyrenia di Cipro, a nord della città di Morphou. È sotto il controllo de facto di Cipro del Nord.

## Geografia fisica
Il villaggio di Myrtou si trova a sud-ovest di Kyrenia ad un'altezza di 270 metri sul livello del mare. È situato sul versante meridionale delle montagne del Pentadaktylos e a causa della sua posizione  prima del 1974 era considerato il centro amministrativo della zona.
Dal villaggio si arriva facilmente a Nicosia attraverso Asomatos e a Kyrenia attraverso Panagra. Il villaggio era anche collegato con Morphou attraverso Diorios.

## Origine del nome
Ci sono diverse tradizioni sull'origine del nome del villaggio. Secondo una di esse il nome deriverebbe dalla pianta chiamata in greco Myrtos o Myrtia - il mirto. Sul lato occidentale del villaggio c'è un'intera area piena di mirto così come altre piante e cespugli. Questa particolare area è conosciuta come Mersinia. Secondo gli scritti degli scrittori antichi il mirto era una pianta dedicata alla dea Afrodite e al dio Apollo. È probabile che in questa zona ci fosse un santuario dedicato ad Apollo e anche un piccolo villaggio con il nome di Myrtos. La zona di Myrtou era già abitata durante la preistoria.
L'attuale nome turco Çamlıbel significa "area con pini", e il villaggio si trova attualmente ai margini del parco nazionale di Akdeniz ("Mediterraneo" in turco) con le sue foreste di pini e le passeggiate nei boschi.
Gli scavi archeologici in due aree del villaggio chiamate Stephania e Pighades hanno portato alla luce preziosi reperti. Il Museo Ashmolean di Oxford e una missione dell'Università di Sydney in Australia hanno effettuato gli scavi. I ritrovamenti ha dimostrato i rapporti politici, religiosi e commerciali di Cipro con altre isole della Grecia e specialmente con Creta.

## Monumenti e luoghi di Interesse

### Architetture religiose

#### Monastero di San Panteleimon
Il villaggio di Myrtou deve il suo sviluppo al suo monastero di San Panteleimon. Il monastero ha giocato un ruolo socioeconomico importante nello sviluppo del villaggio e della zona in generale.
La storia della fondazione del monastero non è stata registrata, tuttavia, secondo la tradizione, due monaci di Lapithos, chiamati Dorotheos e Dositheos, lasciarono il loro monastero di San Panteleimon al Monte Athos e tornarono a Cipro per iniziare un nuovo monastero. Con loro portarono pezzi delle sacre ossa di San Panteleimon. I due monaci cercarono di trovare un posto tranquillo nella zona di Lapithos e Karavas, ma senza risultato. Si spostarono in una zona oggi chiamata Aeras, che era piena di vegetazione selvaggia. Stanchi e assetati come erano, si sedettero e pregarono il loro Santo di aiutarli. Mentre pregavano, videro dell'acqua uscire dalle pietre di marmo accanto a loro. Bevvero l'acqua e ringraziarono San Panteleimon per il suo aiuto. Nello stesso posto oggi si trova l'Aghiasma (acqua santa) di San Panteleimon. All'inizio i due monaci costruirono una piccola chiesa e due stanze per loro. Un'icona di San Panteleimon fu posta nella chiesa insieme alle sue reliquie per essere visitata dai credenti. Si dice che il monastero sia stato fondato intorno al 1600. La chiesa è stata notevolmente alterata e ampliata intorno al XVII-XVIII secolo, quando la navata originale fu demolita e ricostruita con una notevole loggia di archi a sesto acuto e volta (lato sud). Tra la navata e la loggia si trova l'antica cappella di San Panteleimon.
Gradualmente il monastero si ingrandì, acquisendo proprietà, diventando uno dei monasteri più ricchi dell'isola, offrendo lavoro alla gente dei villaggi intorno alla zona. Il monastero possedeva molti campi, utilizzati per la coltivazione, pecore, capre e bestiame. Più tardi la gente che lavorava al monastero formò un nuovo villaggio nelle vicinanze, cioè Myrtou.
La festa di San Panteleimon è il 27 luglio. In passato, in quel giorno i fedeli provenienti da tutta Cipro e persino dall'adiacente Asia Minore (prima del 1922)  venivano a visitare il monastero. Nel 1765 il fatto che in quel giorno ci fossero folle provenienti da tutta Cipro fu usato da Khalil, governatore di Kyrenia, per ordire un complotto per conquistare l'isola.
Dal momento che i terreni intorno al monastero non rendevano, nel 1950 la Metropolia di Kyrenia decise di abbandonarlo, e gli edifici caddero in rovina.
Il programma di sviluppo delle Nazioni Unite (UNDP), il comitato tecnico (bicomunitario) per il patrimonio culturale di Cipro e l'UE hanno iniziato i lavori di conservazione del monastero di San Panteleimon il 9 ottobre 2015.

## Installazioni militari
Il villaggio ospita un campo militare, e alcune delle sue case vengono utilizzate dal personale militare e dalle loro famiglie. Fino a poco tempo fa il monastero si trovava in una zona militare interdetta. Negli anni '90 la zona era un importante accampamento militare e i viaggiatori sulla strada da Kormakitis a Nicosia rischiavano di essere fermati ad un posto di blocco a Myrtou.
Nel 1974  l'area fu teatro di estesi combattimenti. Myrtou si trova nel punto più alto del passo più basso della montagne di Kyrenia della zona. Una volta attraversato il passo, non ci sono più ostacoli sino a Nicosia e quindi a Famagosta. Il villaggio si trovava nel raggio d'azione dell'artiglieria posta nelle montagne sopra Lapithos, e i rapporti dell'epoca mostrano che durante il cessate il fuoco di agosto gli eserciti greco e turco erano a soli 100 metri di distanza, separati da una sottile linea di soldati britannici che avevano l'ordine di non aprire il fuoco.

## Società

### Evoluzione demografica
Il villaggio per molti anni ebbe un numero limitato di persone perché l'amministratore della proprietà del monastero era la Metropolia di Kyrenia. Quando la Metropolia decise di iniziare a dividere la terra in lotti più piccoli, il villaggio cominciò a crescere sempre di più. Le persone potevano comprare un appezzamento di terra e costruire la loro casa e rimanere nel loro villaggio piuttosto che trasferirsi nelle città. Nel 1881 nel villaggio c'erano 69 edifici e la popolazione era di 278 abitanti, più altri 20 nel monastero. La popolazione di Myrtou crebbe fino ad ammontare a 710 persone al momento dell'indipendenza nel 1960.
La maggior parte delle persone che vivevano a Myrtou erano agricoltori che coltivavano i loro campi o allevavano pecore, capre e bestiame. Altri lavoravano a Nicosia o a Xeros. Naturalmente si potevano trovare falegnami, meccanici, macellai, negozianti e così via. Dopo il 1974,  si stabilirono a Myrtou turco-ciprioti di Androlykou nel distretto di Paphos.
La popolazione nel 2011 era di 872 abitanti, in calo rispetto ai 1.037 registrati nel 2006.
A circa due chilometri da Myrtou, a sud, si trova Karpaseia, un villaggio maronita, la cui chiesa è di antica fondazione ma venne successivamente molto rimaneggiata.